# Kurt Nielsen
Kurt Nielsen (Koppenhága, 1930. november 19. – 2011. június 11.) dán teniszező. Ő az egyetlen dán játékos, aki részt vett egy Grand Slam-torna férfi egyes döntőjében. 1953-ban a wimbledoni fináléban Vic Seixas ellen veszített, miután megverte Ken Rosewallt a negyeddöntőben, majd 1955-ben Tony Trabert ellen veszítette el a döntőt ugyanitt. Ezt megelőzően  1947-ben szintén Wimbledonban Svan Davidson legyőzésével megnyerte a juniorok versenyét. Közben fiatalként megnyerte a Roland Garrost, majd a felnőttek között ugyanitt kétszer, a US Openen pedig egyszer a negyeddöntőig jutott. Althea Gibsonnal 1957-ben megnyerte a US Open vegyes páros versenyét. Ezzel egészen 2012-ig, unokája, Frederik Nielsen wimbledoni páros sikeréig ő volt az egyetlen dán teniszező, aki felnőttként nyert Grand Slam-tornát. Hosszú pályafutása alatt 30 címet szerzett meg, és Dánia színeiben 96 alkalommal vett részt Davis-kupáért folyó mérkőzésen. Ő nyerte meg a legtöbb dán nemzeti bajnokságot.
Aktív pályafutása után több tiszteletbeli posztot is betöltött különféle nemzetközi teniszszövetségeknél. Több Grand Slam verseny lebonyolítását is ellenőrizte. 2006 végéig a Eurosport dán nyelvű változatának volt a kommentátora.

## Egyéni Grand Slam-döntői
| Eredmény | Év   | Bajnokság | Pálya | Ellenfele    | Pontszámok    |
| Második  | 1953 | Wimbledon | Füves | Vic Seixas   | 9–7, 6–3, 6–4 |
| Második  | 1955 | Wimbledon | Füves | Tony Trabert | 6–3, 7–5, 6–1 |

## Érdekesség
- Kurt Nielsen az 1983. augusztus 27-én született Frederik Løchte Nielsen dán teniszező nagyapja. Frederik 2000 óta játszik professzionális mérkőzéseket.